# Taylor Mill
Taylor Mill és una població dels Estats Units a l'estat de Kentucky. Segons el cens del 2000 tenia 6.913 habitants.

## Demografia
Segons el cens del 2000, Taylor Mill tenia 6.913 habitants, 2.552 habitatges, i 1.942 famílies. La densitat de població era de 426,4 habitants/km².
Dels 2.552 habitatges en un 37,4% hi vivien nens de menys de 18 anys, en un 62,9% hi vivien parelles casades, en un 9,6% dones solteres, i en un 23,9% no eren unitats familiars. En el 19% dels habitatges hi vivien persones soles el 6,9% de les quals corresponia a persones de 65 anys o més que vivien soles. El nombre mitjà de persones vivint en cada habitatge era de 2,71 i el nombre mitjà de persones que vivien en cada família era de 3,13.
Per edats la població es repartia de la següent manera: un 26,4% tenia menys de 18 anys, un 9,3% entre 18 i 24, un 32,3% entre 25 i 44, un 21,6% de 45 a 60 i un 10,4% 65 anys o més.
L'edat mediana era de 36 anys. Per cada 100 dones de 18 o més anys hi havia 93,6 homes.
La renda mediana per habitatge era de 54.069 $ i la renda mediana per família de 60.000 $. Els homes tenien una renda mediana de 41.430 $ mentre que les dones 29.423 $. La renda per capita de la població era de 22.906 $. Entorn del 3,1% de les famílies i el 4,8% de la població estaven per davall del llindar de pobresa.

## Poblacions més properes
El següent diagrama mostra les poblacions més properes.